# Güllener Ring

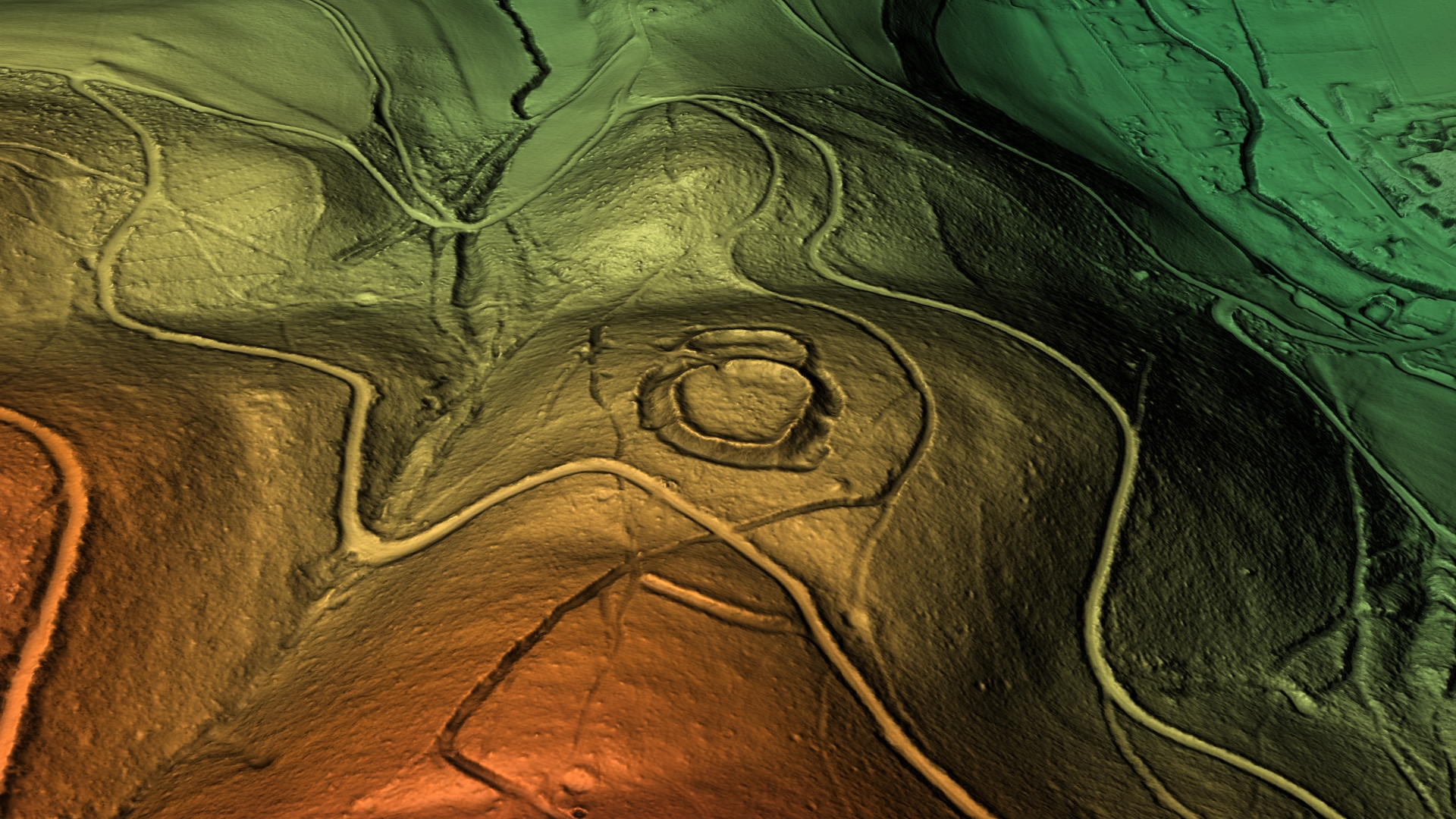
3D-Ansicht des digitalen Geländemodells

Als Güllener Ring wird eine Wallburg bei Linnepe heute Stadtteil von Sundern im Hochsauerlandkreis in Nordrhein-Westfalen bezeichnet. Die abgegangene Anlage stammte vermutlich aus dem 9. oder 10. Jahrhundert.

## Beschreibung
Die Wallanlage Güllener Ring liegt etwa 800 Meter südlich von Linnepe am Nordhang des Dümbergs auf 440 bis 460 Meter Höhe. Die rundliche Hauptburg hatte etwa einen Durchmesser von 55 bis 60 Meter. Dieser Teil wird von einem starken Wall und einem außenliegenden Graben umschlossen. Im Norden gibt es eine kleinere Vorburg, die ebenfalls mit Wall und Graben gesichert ist. Der einzige Zugang zur Hauptburg erfolgte von Nordwesten durch ein Wangentor, durch das die Burg noch heute betreten werden kann. Die Wallhöhe beträgt heute, von innen aus gesehen, zwei bis drei Meter.
Erhalten sind Reste der Wälle und der Gräben. Die zahlreich im Gelände liegenden Steine dürften von einer verfallenen Mauer im Wall stammen. Die Wallhöhe des Innenwalles beträgt heute noch zwei bis dreieinhalb Meter, der Graben ist zwischen fünf und sechs Meter tief.
Ein kleinerer Abschnittswall mit Außengraben befindet sich noch etwa 100 Meter in südlicher Richtung.
Die Anlage steht seit 1978 als Bodendenkmal unter Schutz. Der Güllener Ring zählt zu den karolingisch-ottonischen Burgen.
Bisher gab es noch keine Ausgrabungen in der Anlage.

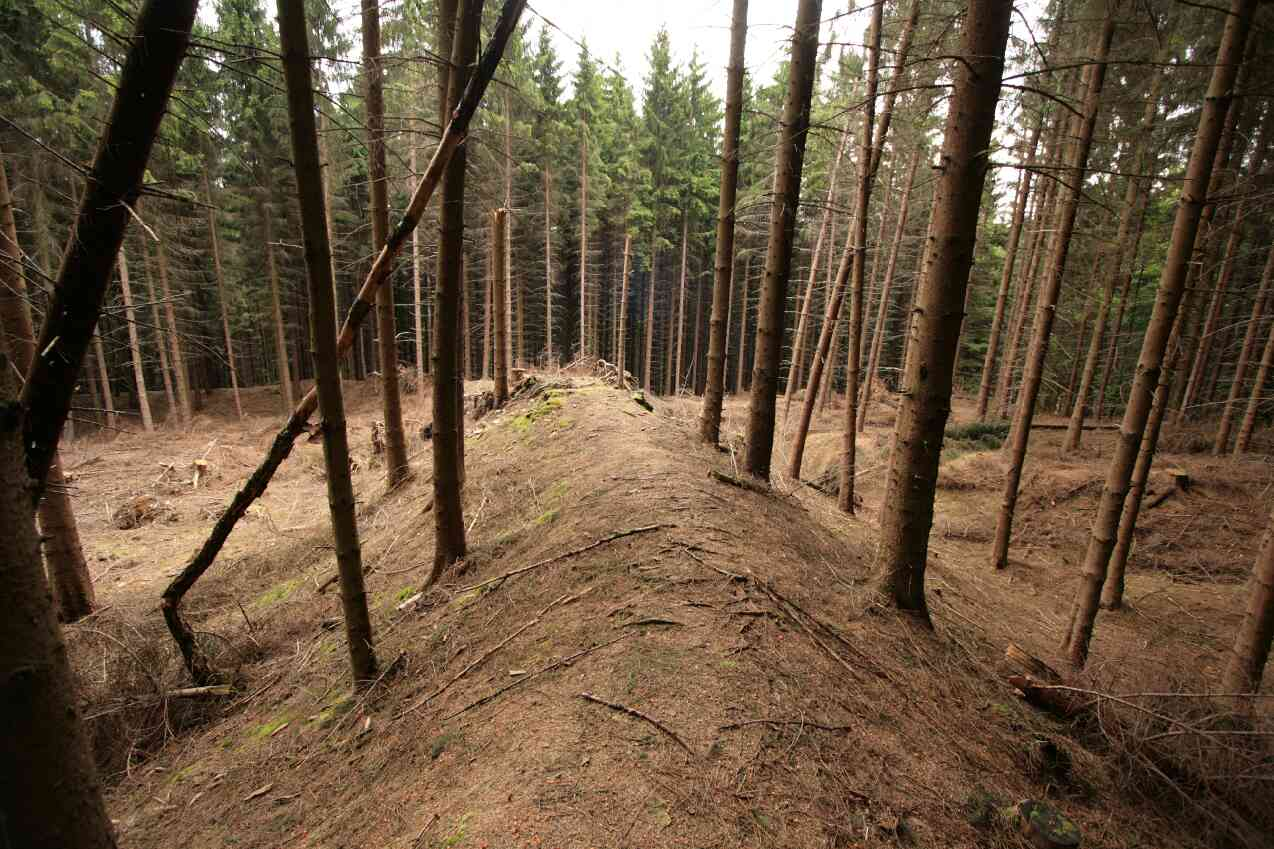
Innenwall Westseite
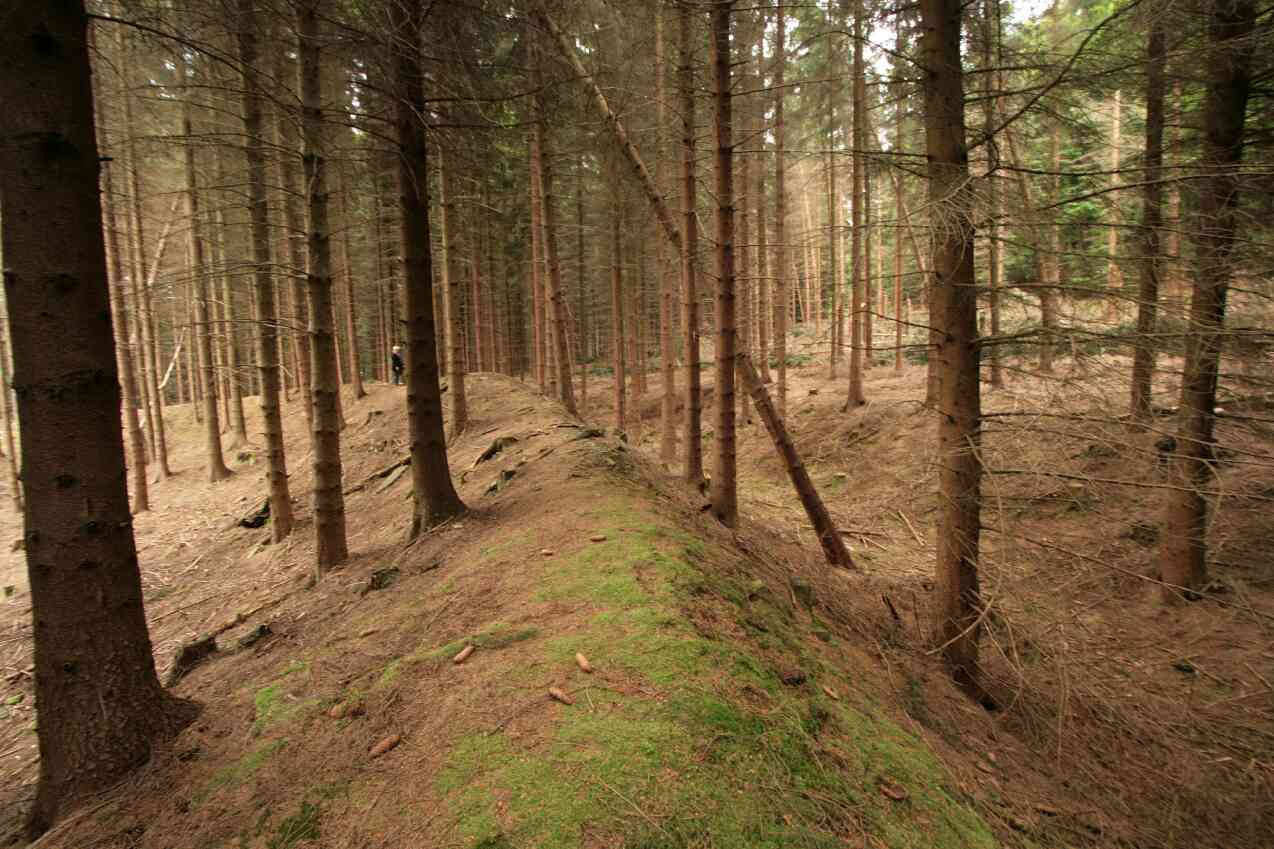
Innenwall Nordseite mit Abschnittsgraben
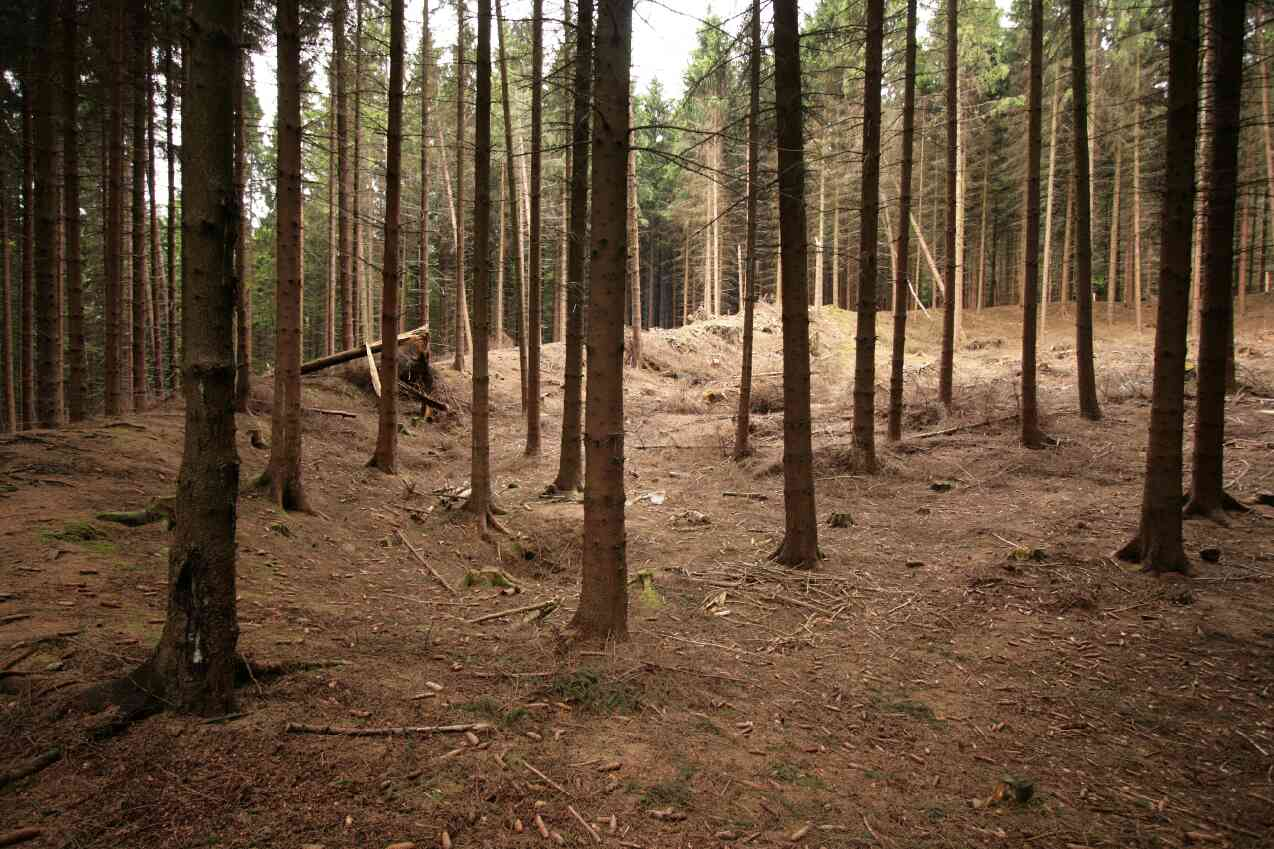
Innenwall Ostseite

Der Name „Güllener Ring“ leitet sich vermutlich von „Gülte“, „Gilte“ oder „gült-/giltbar“ ab, was so viel wie zinspflichtig bedeutet. „Gülte“ steht auch für Zahlung, Schuld, Abgabe oder Einkommen, daher kommen auch die Begriffe gültig, gelten, Gilde und Geld. In die Wallanlage Güllener Ring wurden von den umliegenden zinspflichtigen Höfen die Naturalabgaben geliefert und eingelagert.

## Sage Güllener Ring
Der Heimatforscher Rudolf Salingre veröffentlichte 1989 seine Erkenntnisse über die Sage Güllener Ring. Die Sage war bis 1989 nicht schriftlich dokumentiert und fehlte deshalb in Sagensammlungen über das Sauerland. Die Sage ist nur bruchstückhaft überliefert. Die Sage handelt über eine im Güllenen Ring vergrabenen Goldenen Wiege. In der Sage geht es um einen Schäfer, welcher die Goldene Wiege mit der Schäferschippe schon fast ergriffen hatte. Da erscholl der Ruf Die Schafe sind im Korn. Und die Wiege verschwand. Der Teufel soll sie geholt haben.